# 시크리틀리 캐나디안
시크리틀리 캐나디안(Secretly Canadian)은 인디애나주 블루밍턴에 본사를 둔 미국의 독립 음반사이다. 뉴욕, 로스앤젤레스, 시카고, 런던, 파리, 암스테르담, 베를린, 시드니에 지사가 있고, 데드 오션스와 잭재규워와 함께 시크리틀리 그룹에 소속되어 있다.

## 역사

### 1990년대
크리스 스완슨, 벤 스완슨, 에릭 웨들, 조나단 카길은 인디애나 대학교 재학 중 1996년에 시크리틀리 캐나디안을 설립했다. 첫 공식 발매 음반은 준 패닉의 Glory Hole이다. 시크리틀리 캐나디안은 제이슨 몰리나와 계약한 후 인디 음악계에서 더 많은 인기를 얻었다. 1999년에 다리우스 반 아르만이 설립한 잭재규워를 합병했다.

### 2000년대
2003년에 옌스 렉만과 계약했다.

### 2010년대
<페이스트> 선정 2018년 최고의 음반사 10 목록에서 8위에 올랐다.

## 아티스트
- 알렉스 카메론
- 아노니
- 언드리 기욤
- 체리 글레이저
- 커런트 조이스
- 페이 웹스터
- 해치
- 옌스 렉만
- 르 렌
- 남디
- 포리지 라디오
- 서펀트위드피트
- 스컬크러셔
- 스텔라 도널리
- 웨슬리 조세프
- 휘트니
- 예 예 예스

## 수상 및 후보
| 시상식        | 연도 | 부문                               | 결과 | 각주   |
| ------------- | ---- | ---------------------------------- | ---- | ------ |
| 리베라 어워드 | 2014 | 올해의 독립 음반사 - 직원 6명 이상 | 후보 | [ 9 ]  |
| 리베라 어워드 | 2015 | 올해의 독립 음반사 - 직원 6명 이상 | 후보 | [ 10 ] |

## 같이 보기
- 데드 오션스
- 잭재규워